# Pteruthius intermedius
El timalí-alcaudón chasqueador o de Hume (Pteruthius intermedius), es una especie de ave paseriforme, perteneciente al género Pteruthius de la familia Vireonidae. Es nativo del sureste de Asia.

## Distribución y hábitat
Se distribuye por el noreste de India y desde el este de Myanmar hasta el sureste de China, noroeste de Tailandia, Laos y Vietnam.
Su hábitat preferencial son las selvas húmedas montanas tropicales y subtropicales.

## Sistemática

### Descripción original
La especie P. intermedius fue descrita por primera vez por el ornitólogo británico Allan Octavian Hume en 1877 bajo el nombre científico Allotrius intermedius.

### Taxonomía
El género Pteruthius estuvo tradicionalmente colocado en la familia Timaliidae hasta que un estudio de análisis moleculares de ADN en 2007 encontró que no tenía ninguna afinidad con esa familia y que estarían mejor colocadas en la familia Vireonidae, que hasta entonces se pensó estaba restringida al Nuevo Mundo, y donde lo sitúan ahora las principales clasificaciones.
La presente especie, antes incluida en Pteruthius aenobarbus como subespecie, fue separada con base en las diferencias establecidas por los estudios filogenéticos y en las variaciones vocales.

### Subespecies
Según la clasificación del Congreso Ornitológico Internacional (IOC) (Versión 6.2, 2016) y Clements Checklist v.2015,  se reconocen 2 subespecies, con su correspondiente distribución geográfica. Las subespecies propuestas laotianus (de Laos), indochinensis (del sur de Annam, Vietnam) y yaoshanensis (de Guangxi, China) son consideradas inseparables de la nominal.  
- Pteruthius intermedius aenobarbulus Koelz, 1954 - montes Garo, Megalaya y  Assam, noreste de India.
- Pteruthius intermedius intermedius Hume, 1877 - este de Myanmar hasta el sureste de China, noroeste de Tailandia, Laos y Vietnam.